# Дюмерсан, Теофиль Марион
Теофи́ль Марио́н Дюмерса́н (4 января 1780, Плу, Шер — 13 апреля 1849, Париж) — французский писатель, драматург, историк музыки и театра, собиратель народных песен, нумизмат и археолог, куратор Кабинета медалей.

## Биография
Настоящей фамилией семьи была фамилия «Марион», но, чтобы отличить его от братьев, брат Теофиля прибавил к его фамилии «Дюмерсан» по названию одной из их земель. Теофиль уже в юном возрасте заинтересовался театром и в 1795 году читал сочинения Расина и Мольера. В том же году, в возрасте 16 лет, когда его семья попала в сложное положение в период Террора, устроился на работу в Кабинет медалей под руководством Обена-Луи Милли, внеся на этой должности большой вклад в систематизацию коллекции и её защиту от разграбления войсками союзников после падения Наполеона. В 1838 году он опубликовал большую работу, описывающую коллекцию медалей и предпринятую им классификацию их, а в 1842 году получил место куратора Кабинета медалей.
В возрасте 18 лет он написал первую пьесу, Arlequin perruquier, ou Les Têtes à la Titus, подвергшуюся жёсткой критике за нарушение норм морали, в скором времени став постоянным автором произведений для так называемого бульварного театра, и спустя два года был автором уже 18 пьес. Всего же за жизнь он написал порядка 238 пьес, из которых только 50 были написаны полностью самостоятельно, другие же были результатом соавторства с различными известными водевилистами того времени. Наиболее успешной стала пьеса Les Saltimbanques, впервые поставленная на сцене в 1838 году.

## Работы
Написал несколько сочинений по истории театра, нумизматике и археологии, из которых самое известное — «Notice des monuments exposés dans le cabinet des médailles» (1825). Гораздо большую известность Дюмерсан имел как драматург; его многочисленные комедии, водевили и другие пьесы отличались, согласно оценкам, тонкой наблюдательностью и комизмом. Особенным успехом пользовалась его пьеса «Le Saltimbanque» (1838). Много пьес написано было Дюмерсаном в сотрудничестве с другими авторами. Интересно его собрание французских песен: «Chansons nationales et populaires de la France» (последнее издание — 1866, 2 тома) с историческим очерком. Ему принадлежат также сатира «Le coup de fouet» (1802); «Poésies diverses» (1822); романы: «Le soldat-laboureur» (1822), «L’homme à deux têtes» (1825) и другие произведения. Одной из наиболее необычных его работ является  Chansons nationales et populaires de France (1826) — словарь сленговых выражений французских театральных актёров его времени.